# Пиераника
Пиера̀ника (на италиански: Pieranica, на местен диалект: Pierànega, Пиеранега) е село и община в Северна Италия, провинция Кремона, регион Ломбардия. Разположено е на 91 m надморска височина. Населението на общината е 1173 души (към 2013 г.).